# ジェイアールバステック
ジェイアールバステック株式会社は東京都墨田区に本社を置くバスを中心とした総合サービスを提供している企業。ジェイアールバス関東（以下、JRバス関東）の完全子会社である。

## 概要

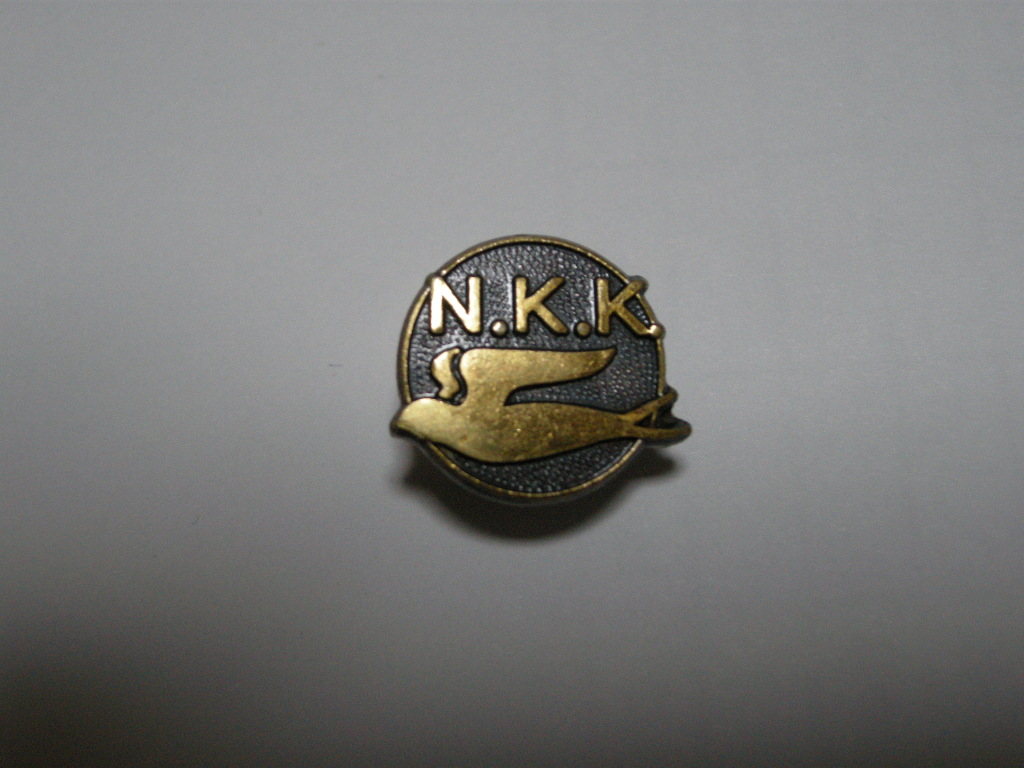
襟章

主に、親会社のJRバス関東施設内などでのターミナル業務（乗車券販売、遺失物対応、乗り場案内、トランク補助、入線誘導）やレンタサイクル店や売店の営業のほか、JRバス関東を中心としたバス会社等から委託されて、バス車体清掃・宿直施設等の布団乾燥、駐車場誘導・警備、バス広告・コールセンター・バス車両回送・駐車場管理、JRバス関東東京支店社食「しおはまダイナー」の運営などバス事業を下支えする事業を行っている。また、2025年6月30日までは、高速バス路線の運行も行っていた（詳細は後述）。
元々は日本国有鉄道（国鉄）の関連会社で、各地の国鉄バスの自動車駅業務の委託業者を統合するために設立された日本交通観光社（日交観）であり、その後鉄道駅の駅業務受託や旅行業・保険代理業にも進出していた。
国鉄分割民営化に伴い、旅行業部門を日本旅行グループへ譲渡の上、事業譲受を目的として設立された会社もしくは既存会社への事業譲渡により各地域会社への分社化が行われ、日交観としては東日本旅客鉄道（JR東日本）管内の事業のみを承継した。さらに、JR東日本の子会社であるJRバス関東の子会社（JR東日本の孫会社）となり、JRバス関東の一部事業（高速バスの受託運行など）を担う子会社となって現在に至る。
旧・日交観系列会社の中では、スワローツアーと共に元々の本業であった鉄道駅の出札・改札業務から完全撤退した会社であると同時に、JR東海交通事業と並んで直営で旅客輸送事業を担っていた会社でもある。

## 沿革
1955年（昭和30年）
- 12月1日 - 「株式会社日本交通観光社」設立。

1968年（昭和43年）
- 「日本バスサービス株式会社」設立。翌1969年より国鉄関東地方自動車局東京自動車営業所構内にて車両清掃業務を開始。

1987年（昭和62年）
- 4月1日 - 旅行業部門の大半を日本旅行に譲渡し、同社の出資で設立された「日交観トラベル」が承継（日交観北海道など一部の分社会社は、別途独自の旅行業を実施）。

1988年（昭和63年）
- 4月1日 - 東北・関東地方を除く地方機関を地域ごとに移管・分社化。日本交通観光社自体は、JR東日本の子会社となる（JR東日本グループ）。移管・分社会社は下記の通り。
  - 北海道地方…日交観北海道（現・北海道ジェイ・アール・サービスネット）
  - 東北・関東地方…日本交通観光社
  - 東海地方…東海交通事業（現・JR東海交通事業）
  - 関西地方…近畿交通事業（現・JR西日本交通サービス）
  - 北陸地方…北陸整備（現・JR西日本金沢メンテック）
  - 中国地方…中国交通事業（旧・中国弘済事業、のちJR西日本広島メンテックを経て合併によりJR西日本中国メンテック）
  - 四国地方…四国弘済事業（のちに四鉄サービスに社名変更→2023年にジェイアール四国メンテナンスに合併）
  - 九州地方…九州交通企画（旧・JR九州鉄道営業、現・JR九州サービスサポート）
  - 旅行業部門…日交観トラベル（日交観に社名変更→1991年に日旅サービスに合併→2018年に日本旅行サービスに社名変更）

1991年（平成3年）
- 5月1日 - 東北地方をスワローツアーに分社。

1993年（平成5年）
- 「日本交通観光社」が「日本バスサービス」を吸収合併。

2000年（平成12年）
- 4月1日 - JR東日本がJRバス関東に株式を譲渡し、商号を「ジェイアールバステック株式会社」（以下、JRバステック）に変更する。

2005年（平成17年）
- 3月25日 - 高速バス事業開始。『東名ハイウェイバス』に参入。

2006年（平成18年）
- 4月1日 - 「上野コールセンター」業務受託。
- 10月1日 - 高速バス『つくば号』の運行受託（運転・運行管理・整備管理業務）を開始。

2007年（平成19年）
- 3月 - 高速バス『はさき号』の運行受託を開始。

2008年（平成20年）
- 4月1日 - 『御殿場プレミアム・アウトレット号』（東京駅 - 御殿場プレミアム・アウトレット）の毎日運行化に伴い、月曜日～木曜日（祝日・特定繁忙日を除く）の運行を担当。
- 11月1日 - 高速バス『常陸太田線』の運行受託を開始。
- 12月1日 - 『御殿場プレミアム・アウトレット新宿号』（新宿駅 - 御殿場プレミアム・アウトレット）の運行を開始。

2009年（平成21年）
- 4月1日 - 大宮総合車両センター構内に「大宮売店」を出店。

2011年（平成23年）
- 4月4日 - 東日本大震災発生に伴い、JRバス関東が緊急支援バスとして運行していた東京 - 仙台間高速バスの増便に伴い、この日よりJRバステックも一部便の運行を担当。同年4月26日（仙台発は翌4月27日）まで運行した。

2012年（平成24年）
- 7月11日 - 高速バス『あみプレミアム・アウトレット、龍ヶ崎ニュータウン線』の運行を開始（関東鉄道との共同運行）。
- 12月14日 - 高速バス『東京駅 - 御殿場高原時之栖線』の運行を開始。

2016年（平成28年）
- 新宿駅JR高速バスターミナル閉鎖により、「JBT SHOP SHINJUKU」閉店。
- 4月4日 - 各路線の新宿駅の発着場所をバスタ新宿（新宿駅新南口）に変更。

2017年（平成29年）
- 3月31日 - 『常陸太田線』の受託運行が終了。
- 4月1日 - 『御殿場プレミアム・アウトレット号』のバスタ新宿発を2便から4便に増強。
- 12月1日 - JRバス関東東京支店構内で運営していた「しおはま食堂」の運営がJRバステックからシダックスコントラクトフードサービスに変更となる。

2018年（平成30年）
- 4月1日 - ジェイアール東日本物流主導の地域活性化物流有限責任事業組合に参加。
- 7月13日 - 『かしま号』の運行に参入し、2往復を担当。

2020年（令和2年）

- 6月29日 - 本社を千代田区大手町から新たに完成した江東区塩浜のJRバス関東東京支店新オフィスビルに移転。

2021年（令和3年）
- 2月15日 - 2月13日に発生した福島県沖地震により不通となった東北新幹線の代行輸送として、東京駅 - 仙台駅東口間で緊急支援輸送を実施。同年2月22日（仙台発は翌2月23日）まで運行した。
- 3月31日 - 「鎌倉レンタサイクル長谷店」閉店。
- 4月1日 - 「東京高速バス管理所』と「回送バス管理所」を統合し、新たに「東京バス管理所」を新設。
- 4月3日 - 「B.B.BASEバイシクルステーション powered by ジェイアールバステック」開店。
- 7月24日 - 中国ジェイアールバスより『ドリーム岡山・広島号』の東京 - 三ヶ日間の運行を受託。夜行バスに初参入となる。
- 12月1日 - JRバス関東東京支店の食堂からシダックスコントラクトフードサービスが撤退し再参入。

2022年（令和4年）
- 7月1日 - 「東京事業所」を「本社整備事業本部」に統合。
- 7月15日 - 「佐野新都市バスターミナル」構内にキッチンカー「ハイウェイカフェBT」を出店、グランドオープン。
- 9月17日 - 「バスターミナル東京八重洲」車両出入口の警備業務を受託。

2023年（令和5年）
- 3月31日 - 『はさき号』の受託運行が終了。
- 6月1日 - 「いわき作業所」の業務をJRバス関東いわき支店に譲渡し「いわき作業所」閉鎖。
- 7月15日 - 上諏訪駅構内に「諏訪レンタサイクル上諏訪駅店」を開店。
- 12月1日 - 下諏訪駅構内に「諏訪レンタサイクル下諏訪駅店」を開店。

2024年（令和6年）
- 2月1日 - 『ドリーム岡山・広島号』から撤退。
- 3月30日 - JRバス関東よりリースされていた2008年式のエアロキング２台が正式にJRバステックに転属となる。
- 4月1日 - 東京駅JR高速バスターミナル業務をJRバス関東から譲受し、東京駅営業所を新設。
- 7月16日 - 「B.B.BASEバイシクルステーション powered by ジェイアールバステック」閉店。

2025年（令和7年）
- 1月14日 - 『かしま号』のJRバステック担当便をJRバス関東に移管し、『かしま号』から撤退。
- 1月20日 - 『東名ハイウェイバス』のうち、東京 - 名古屋線を1日1往復のみとし、その他の便をJRバス関東に移管。
- 1月27日 - 『東名ハイウェイバス』のJRバステック担当便のうち、急行便（東京 - 静岡線）をJRバス関東に移管。
- 2月1日 - 「草津温泉駅」のエレベーター設置工事に伴い、期間限定で交通誘導・警備業務を受託。（〜3月31日まで）
- 3月31日 - 「水戸駅南口案内所」閉鎖。
- 4月1日 - 鎌倉駅の貸ロッカー事業を「JR東日本スマートロジスティクス」に譲渡し、貸ロッカー事業から撤退。高輪ゲートウェイ駅前交通広場の交通誘導業務を受託。
- 4月7日 - 「佐野新都市バスターミナル」内の「ハイウェイカフェBT」が毎週月曜日定休日となる。
- 6月20日 - 『新東名スーパーライナー新宿8号』の運行をもって『東名ハイウェイバス』から撤退。
- 6月30日 - この日の運行をもって『御殿場プレミアムアウトレット号』から撤退し、高速乗合バス事業をJRバス関東株式会社へ全面移管。

- 7月1日 - 本社を江東区塩浜から墨田区江東橋に移転。本社移転に伴い「本社整備事業本部」から本社機能と現業事業所を分割し「東京事業所」を再設。「西那須野事業所白河作業所」を「白河事業所」に昇格。

## 現業機関
- 東京事業所（JRバス関東東京支店構内）
- 佐野事業所（JRバス関東佐野支店構内）
- 土浦事業所（JRバス関東土浦支店構内）
- 多古事業所（JRバス関東成田空港支店構内）
- 館山事業所（JRバス関東館山支店構内）
- 水戸事業所（JRバス関東水戸支店構内）
- 西那須野事業所（JRバス関東西那須野支店構内）
- 白河事業所（JRバス関東白河支店構内）
- 大宮事業所（旧・JRバス関東大宮営業センター）
- 千葉事業所
- 東京駅事業所（旧・JRバス関東東京営業支店）
- 上野コールセンター
- 東京駅八重洲南口・日本橋口・バスターミナル東京八重洲警備
- 上野駅警備
- バスタ新宿警備
- 高輪ゲートウェイ駅前交通広場警備
- 東京駅八重洲南口バスターミナル売店
- 館山駅東口バスターミナル売店
- レンタサイクル（鎌倉駅・館山駅・上諏訪駅・下諏訪駅）
- ハイウェイカフェBT（佐野新都市バスターミナル構内）

## 事業内容

### 洗車・清掃受託事業
JRバス関東の支店において、車両の清掃を受託している。
JRバス関東東京支店での受託については、他の支店よりも広範囲にわたり、入庫する全てのバスについて作業を受託している。東京支店が夜行高速バスを多く受け持つ関係上、朝方の入庫車両だけで数十台となり、半数は他社の車両であるが、それらの車両も含まれている。
通常、夜行高速バスの到着後の車内清掃や給油などは、乗務員の担当業務であるが、東京支店において乗務員の作業とすると、それらの待ち時間はかなり長くなる。出庫が早い車両が優先的に作業に入ることになるが、夜までに作業が完了すれば問題ない夜行高速バスの到着後整備はどうしても後回しになり、到着台数の多い繁忙期には乗務員の仮眠時間まで削られてしまう。
このため、東京支店に到着したバスは、会社にかかわらず所定のエリアに停車した上で、乗務員はバスのキーを挿したまま下車してそのまま到着点呼（休憩・仮眠）に入る。それ以降の作業（バスの洗車・車内清掃・給油・駐車）はジェイアールバステックが業務を受託している。

### 施設清掃・布団乾燥事業

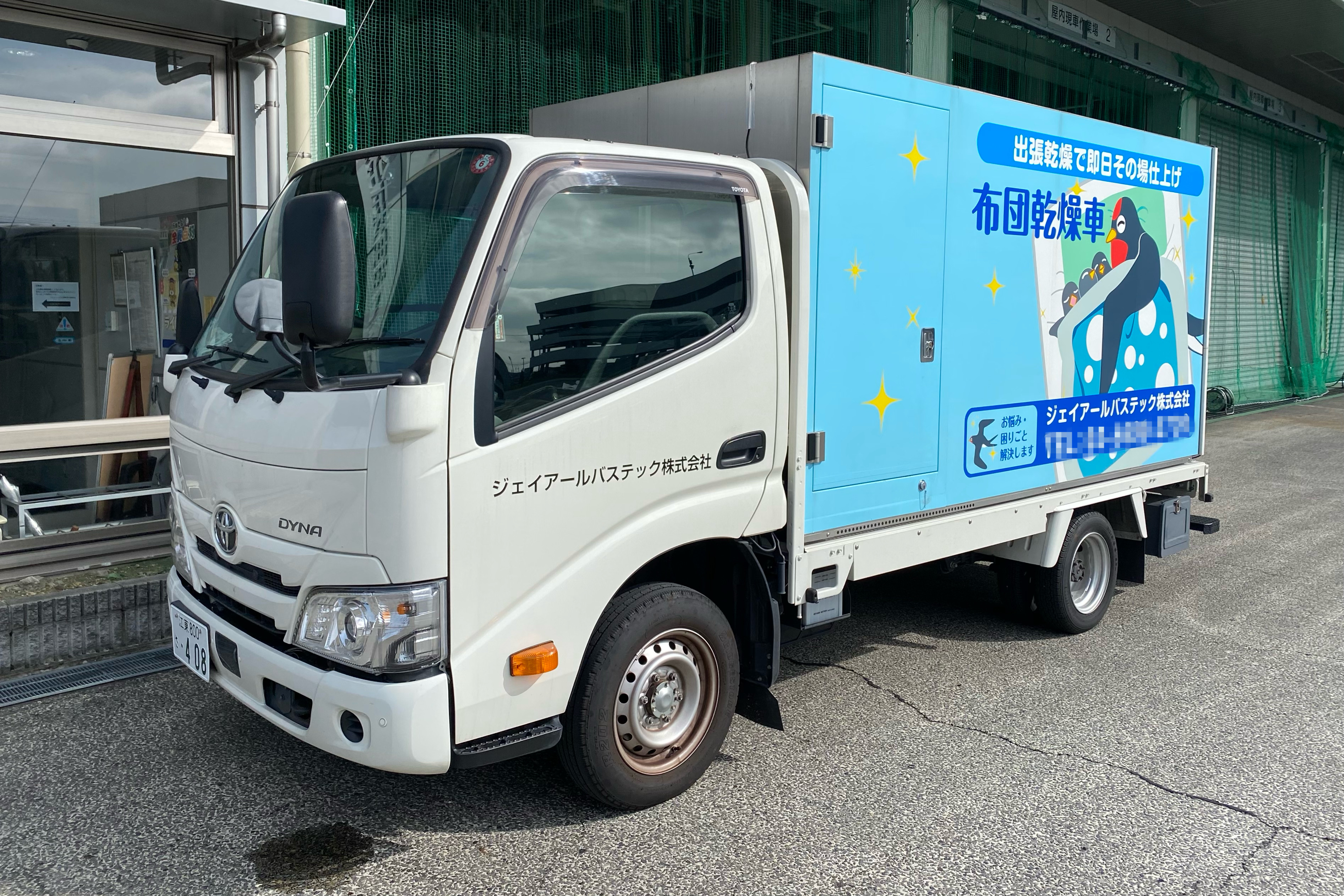
JRバステックの布団乾燥車

JRバス関東のオフィスや付随する宿泊施設、バスタ新宿、JR貨物大宮車両所といった施設の清掃及び仮眠室の布団乾燥を受託している。

### 旅客案内業務
JRバス関東コールセンターの電話案内業務の受託などを行なっている。

### 窓口業務受託
- 東京駅JR高速バスターミナル

### その他の事業
- 自動車の洗車・清掃作業
- 駐車場管理業務の受託（大宮駅屋上駐車場・海浜幕張駅高架下）
- 駅レンタカー業務受託（大宮駅）
- 従業員輸送業務の受託（潮見駅・東陽町駅 〜 東京支店間）
- 回送バスの運転業務（東京駅 〜 東京支店間）
- 飲食店・売店・食堂等の営業
- 貸自転車業（鎌倉駅・館山駅・上諏訪駅・下諏訪駅）
- 損害保険代理店業
- 警備業
- 不動産の賃貸業

## 過去の事業

### 貸ロッカー業
鎌倉駅にてコインロッカー事業を展開していたが、2025年4月1日よりJR東日本の子会社である「JR東日本スマートロジスティクス」の管理に統一され、貸ロッカー業から撤退。

### 路線バス事業
概説

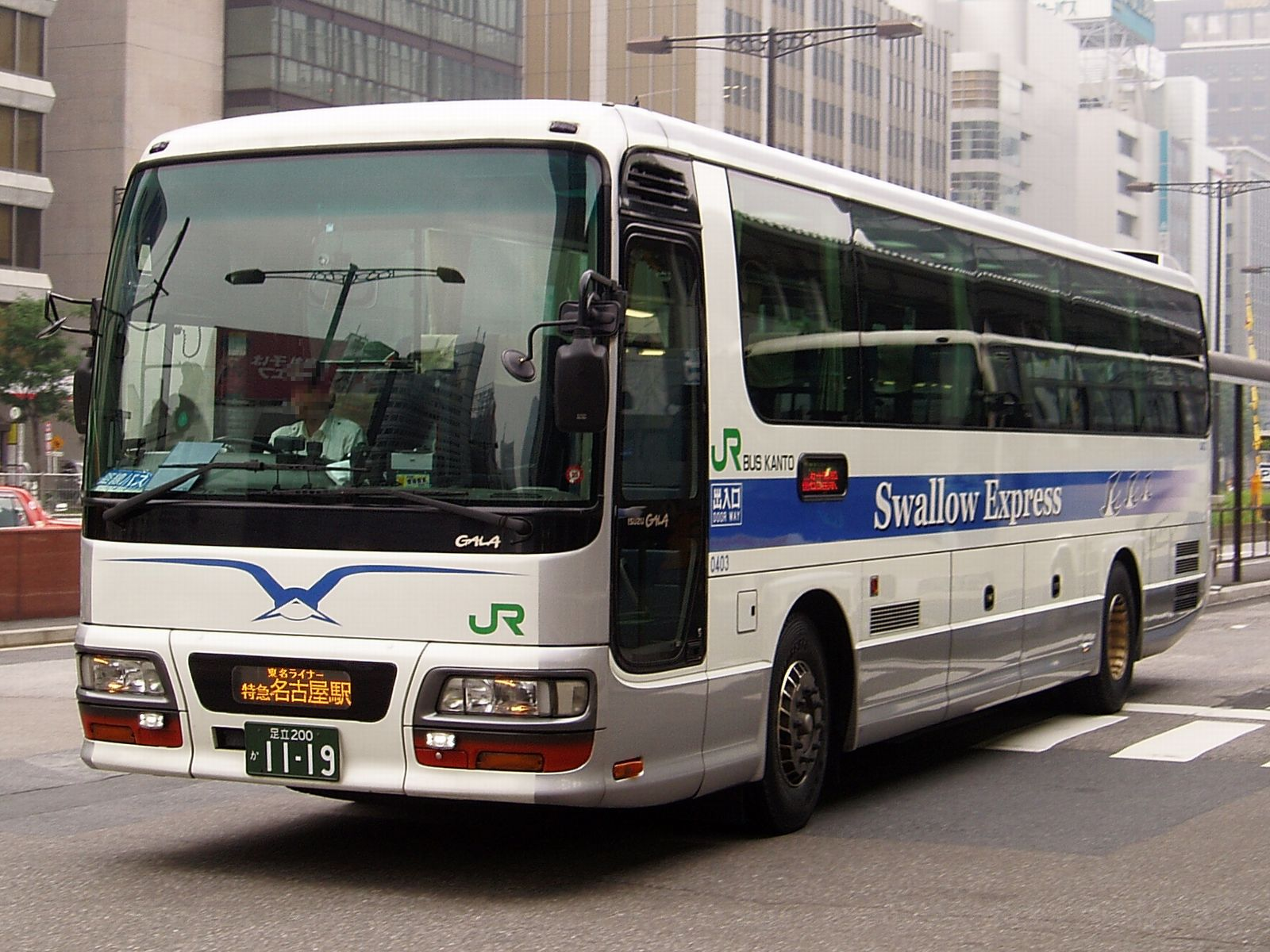
事業開始にあわせて導入された
いすゞ・ガーラ 0403（東名ライナー）

2005年3月25日より、東名高速線の東京駅 - 名古屋駅間の一部便の運行を担当していた。2012年6月1日からは、東京駅 - 静岡駅間の便も担当した。
乗務員は始発駅の発車前に一旦通路に立ち、挨拶と安全運転宣言をしてから発車した。
なお、JRバステックは東京以外に拠点がないため、乗務員は東京から名古屋までの通し乗務で、片道運行1回で2日間で往復する1つの行路となっていた。静岡便の方は東京 - 静岡間の日帰り往復運行となっていた。また、名古屋ではJR東海バス名古屋支店に入庫・滞泊した。昼行便のみで夜行便の担当はなかった。
車両の定期整備、車検はJRバス関東東京支店に発注した。
JRバステックは2025年6月30日をもってバス事業を終了し、JRバス関東に全面移管となった。

#### 過去の所管路線
東名ハイウェイバス

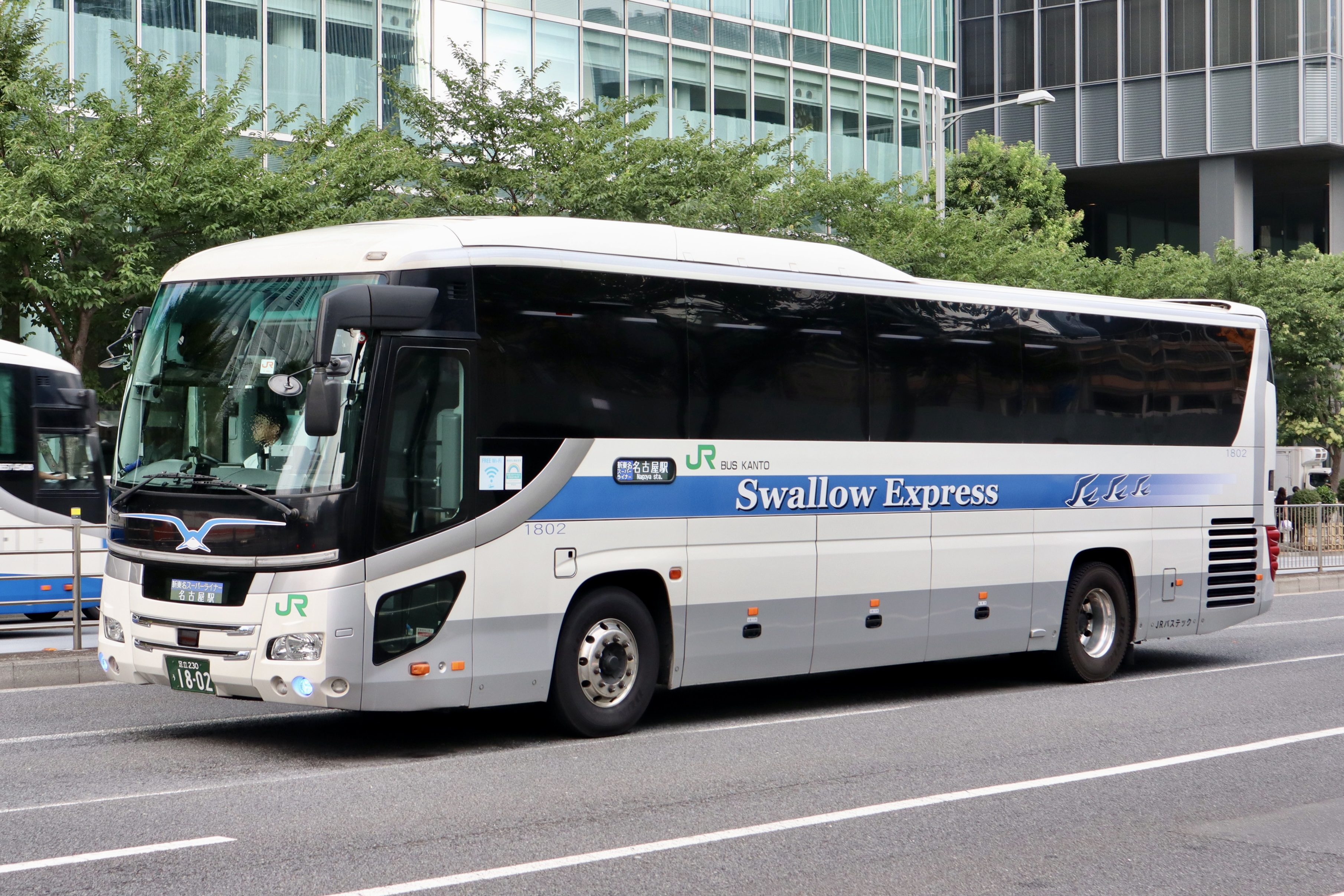
東名ハイウェイバス
(新東名スーパーライナー)

- 東京駅（乗車：八重洲南口／降車：日本橋口） - 名古屋駅間（新東名経由「新東名スーパーライナー15号・新宿8号」）を1往復のみを担当。
  - 以前は東京駅 - 名古屋駅間のうち4往復（特急便1往復を除いてすべて超特急「スーパーライナー」）を、2010年3月11日までは「ノンストップライナー」1往復を、2014年7月1日から2015年3月18日までは東京駅 - 静岡駅間急行便を3往復担当[20] していた。

JRバス関東への移管を段階的に進めており、2025年1月27日からは東京駅 - 静岡駅間急行便の担当が無くなり、東京駅 - 名古屋駅間新東名スーパーライナー1往復のみの担当となり、2025年6月20日の「新東名スーパーライナー新宿8号」の運行をもって撤退した。
御殿場プレミアム・アウトレット号
- 東京駅八重洲口 → （無停車） → 御殿場プレミアム・アウトレット
- バスタ新宿（新宿駅新南口）  → （無停車） → 御殿場プレミアム・アウトレット（午前のみ運行)
- 東京駅八重洲口 → バスタ新宿 → （無停車） → 御殿場プレミアム・アウトレット（平日始発便のみ）
- 御殿場プレミアム・アウトレット → 池尻大橋 → バスタ新宿 → 東京駅日本橋口（午後のみ運行）
- 御殿場プレミアム・アウトレット → 霞ヶ関 → 東京駅日本橋口（午後のみ運行）
  - 2008年4月1日 - 御殿場プレミアム・アウトレット号運行開始。（平日の月〜木曜日のみ)
  - 2008年12月1日 - 御殿場プレミアム・アウトレット新宿号運行開始。
  - 2012年6月9日 - 土曜・休日には季節便1往復（61号・62号）を運行。
  - 2014年10月1日 - 御殿場プレミアム・アウトレット新宿号を統合。月曜～金曜1日3往復、土曜・休日・特定繁忙日1日5往復体制に増便[21]。
  - 2017年4月1日 - 平日1日7往復、土曜・休日・特定繁忙日1日9往復に増便となる[22]。
    - 以前は月曜日～木曜日のみ運行を担当（金曜日～日曜日と祝日・特定繁忙日はJRバス関東が運行）していたが、現在はジェイアールバステックが毎日運行を担当している。
    - 最近では時期、曜日、バーゲンセール期間の需要に合わせて運行本数を増減させている。

  - 2019年4月25日 - 二階建て車両を投入[23]
  - 2021年1月1日 - JRバス関東よりエアロキング2台を借用し、二階建てバス3台体制となる。
    - 御殿場プレミアム・アウトレットの初売りに合わせて、東京駅発車が定期便より早い時刻となる臨時便「新春号」を運行する。
    - 御殿場プレミアム・アウトレットの夜イベント「Gotemba Night!!2023」の開催に合わせて、2023年7月29日～8月26日の毎週土曜日に上り便の御殿場プレミアム・アウトレット20:30発東京駅日本橋口行きの「Gotemba Night!!2023」臨時便を運行。

  - 2025年1月14日 - JRバス関東への一部便移管により、東京駅・バスタ新宿 ～ 御殿場プレミアム・アウトレット間の6往復（うち1往復は土休日及び特定日運転）を担当する運行体制となる（臨時便、続行便を除く）。
  - 2025年6月30日 - 運行終了。翌日からはJRバス関東が全便を運行する。

あみプレミアム・アウトレット、龍ヶ崎ニュータウン線
- あみアウトレットルート：東京駅（ ← 上野駅 ← 都営浅草駅 ← 八潮パーキングエリア） - あみプレミアム・アウトレット - 竜ヶ崎森林公園 - 中里一丁目 - 城之内三丁目 - 白羽一丁目
- 小池ルート：東京駅（ ← 上野駅 ← 都営浅草駅 ← 八潮パーキングエリア） - 小池 - 牛久自然観察の森 - 藤ヶ丘一丁目 - 中里一丁目 - 城之内三丁目 - 白羽一丁目
  - 2012年7月11日 - 運行開始。関東鉄道との共同運行。路線の詳細については当該項目を参照のこと。
  - 2013年7月11日 - JRバステックが撤退し、関東鉄道の単独運行となる。
  - 2013年9月30日 - 関東鉄道の運行終了し路線廃止。

東京駅 - 御殿場高原時之栖線
- 御殿場高原時之栖号：東京駅（乗車：八重洲南口／降車：日本橋口） （ ← 霞ヶ関） - （無停車） - 御殿場高原時之栖

東京駅 - 御殿場高原時之栖線は、2012年12月に開業したJRバステック単独運行としては唯一の新免路線で、御殿場プレミアム・アウトレット号の間合い運用として、1日1往復運行されていた。しかし乗客数が伸び悩み、わずか4ヶ月の短命路線となった。
- - 2012年12月14日 - 運行開始。
  - 2013年3月15日 - 運行休止。

かしま号・カシマサッカー号
- かしま号：東京駅（乗車：八重洲南口／降車：日本橋口） - 鹿島セントラルホテル・鹿島神宮駅・カシマサッカースタジアム
- 直行カシマサッカー号：東京駅（乗車：八重洲南口／降車：日本橋口） - （無停車） - カシマサッカースタジアム（Jリーグ公式試合開催日のみ運行）
  - 2018年7月13日より運行に参入し、2往復を担当。
  - JRバス関東、関東鉄道、京成バスとの共同運行。
  - カシマサッカースタジアムでのJリーグ公式試合開催日には座席指定便「直行カシマサッカー号」や「かしま号」臨時便も担当する。
  - JRバステック運行便（1往復）のJRバス関東への移管により、2025年1月13日をもって撤退。

#### 路線バス運行受託事業
以下の路線の運行（運転・運行管理・整備管理業務）を受託していた。
東京駅は全便、乗車は八重洲南口の「東京駅JR高速バスターミナル」から出発、降車は日本橋口ロータリーへの到着となる。
新宿・東京 - 常陸太田線
- バスタ新宿（新宿駅新南口） - 東京駅 - 上野駅 - 都営浅草駅 - 八潮PA - 那珂インター - 那珂市役所入口 - 額田南郷 - 道の駅ひたちおおた - 太田駅入口 - 常陸太田市高速バスターミナル
  - 2008年11月1日 - JRバス関東水戸支店より運行受託。
  - 2017年4月1日 - JRバス関東の路線撤退により運行受託解除。

つくば号・ミッドナイトつくば号
- 東京駅 - 上野駅 - 浅草駅 - 八潮PA - 学園東大通り - 中央通り - つくばセンター - 筑波大学構内 - 筑波大学
  - 2006年10月1日 - JRバス関東より東京支店担当便のみ業務を受託。
  - 2020年4月22日 - 新型コロナウィルス感染症対策により「ミッドナイトつくば号」が運休となる。以降再開する事なく撤退。

はさき号
- 東京駅 - 水郷潮来バスターミナル - 大野原西 - アトンパレスホテル - 神栖市役所 - 東部コンビナート - 知手団地入口 - 神栖済生会病院東 - 北若松 - 波崎工業団地 - 新川団地 - 土合ヶ原団地 - 関東鉄道波崎車庫 - 波崎
  - 2007年3月1日 - JRバス関東の担当支店が八日市場支店から東京営業支店に変更になったのに合わせて、業務受託。
  - 2023年4月1日 - JRバス関東の路線撤退により運行受託解除。

ドリーム岡山・広島号
- 東京駅・YCAT - 新城（道の駅もっくる新城）間のみ担当
  - 2021年7月24日 - 中国ジェイアールバス（現・JRバス中国）のワンマン運行化に伴い、『東京駅 - 東名三ヶ日支店』間のみ運行受託。
  - 2021年10月28日 - 経路を東名高速道路経由から新東名高速道路に変更し、東名三ヶ日支店を閉鎖し新たに新城支店開設に伴い、運行区間が『東京駅 - もっくる新城』に変更となる。
  - 2024年2月1日 - 中国ジェイアールバスのツーマン運行化に伴い運行受託解除。

### 車両
車両は営業開始当初、東京高速バス管理所に高速バス在籍9台だったが、2017年11月1日現在は17台が在籍しており、うち事業開始にあわせて導入されたいすゞ・ガーラ (KL-LV774R2) 、御殿場プレミアム・アウトレット新宿号運行開始にあわせて増備された1台は三菱ふそう・エアロエース (BKG-MS96MP) 、2012年以降に日野・セレガを毎年1～2台新車購入している（2013年車からは楽座シートではなくメーカー標準シートを採用、2013年 - 2016年車まで44座席、2017年車以降は40座席）。2019年（平成31年）には、スカニア・J-InterCity DD が新たに導入された。新たに導入された車両のカラーリングは、白をベースに青色・銀色の帯を巻いたデザインである。この車両は「スワローエクスプレス」と命名され、正面には国鉄バスから受け継いだシンボルマークであるツバメを正面からみた図案を配置した。この他、窓下の青帯の中にもツバメを描いているほか、ドア脇にも「JR BUS KANTO」と書かれており、JRバスグループであることを強調した。なお、車両番号は、JRバス関東と異なり、導入年度の下2桁と連番2桁である。
また、「JRバス関東の新しい提案」と称したさまざまな新機軸が盛り込まれた仕様となった。
- 楽座シート

4列シートながらシートピッチを拡大した上、補助席を廃止して座席幅も拡大。肘掛が太いのが最大の特徴。座席形状も長距離乗車に配慮したものとなっていた。
- パソコン電源の設置

最後部4席（9・10番のC・D席）には、ノートパソコン用の電源を用意した。
- マイナスイオン発生装置付空気清浄機の設置
- 光触媒プリーツカーテンの採用

これらの施策のうち「パソコン電源の設置」以外は、その後のJRバス関東の車両にも採用されていた。
全車両とも、客室最前部には案内表示用の液晶ディスプレイが設置されていた。
スカニア・J-InterCity DDは御殿場プレミアム・アウトレット号に使用している。かしま号（定期便）はセレガの44座席車を限定運用した。
以前にはJRバス関東から移籍した日野・セレガR（返却済み）、日産ディーゼル・スペースアロー（廃車済み）も在籍していた。移籍車の塗色は社名の「JR BUS KANTO」を「JR BUS TECH」に変更しただけだった。
2025年1月14日より段階的にかしま号や御殿場プレミアム・アウトレット号、東名ハイウェイバスをJRバス関東に移管しており、車両も段階的に移籍している。社名や社紋、車番だけを変更し、JRバステックの「スワローエクスプレス」カラーのまま運行しているものがあった。

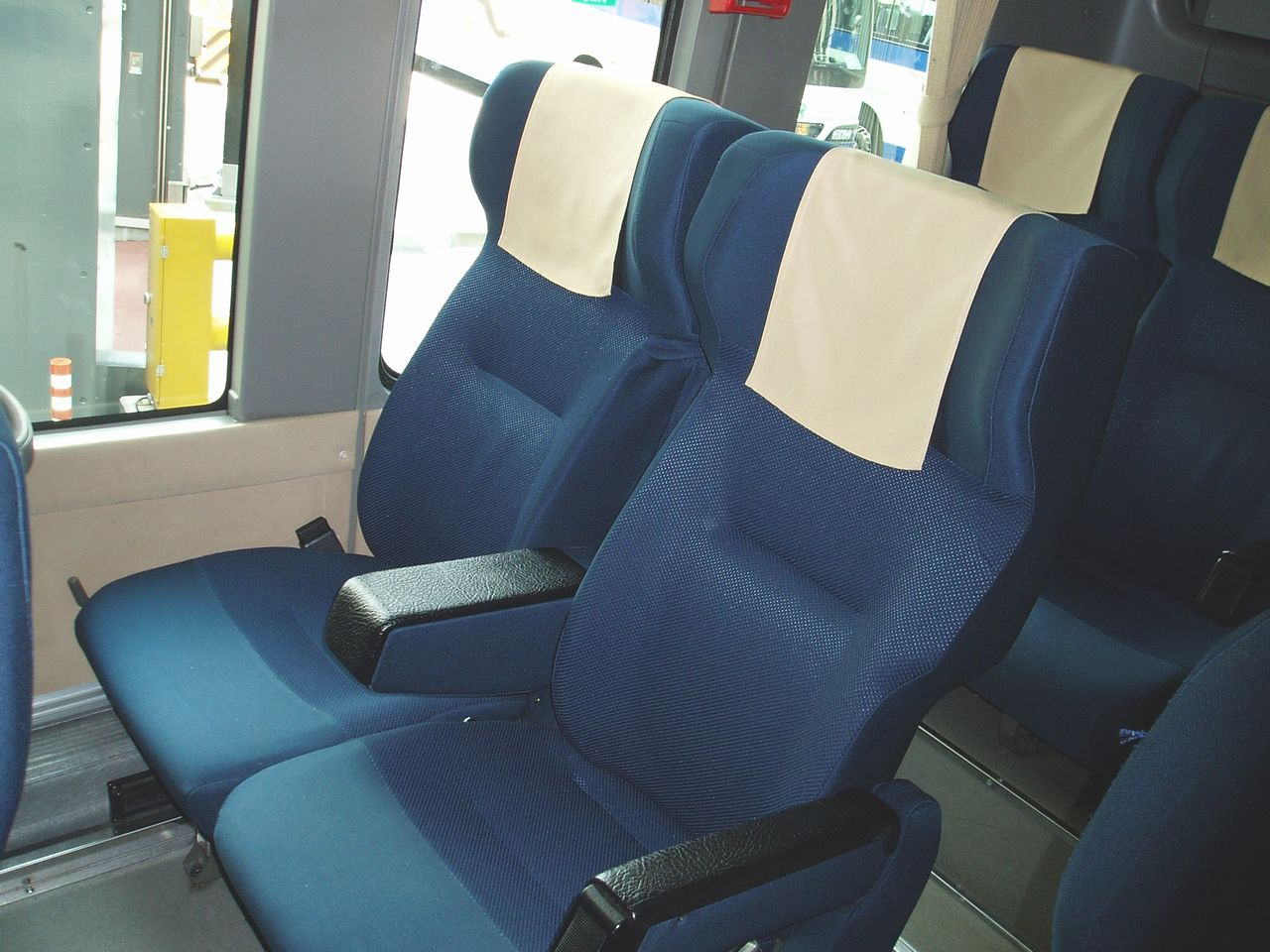
楽座シート
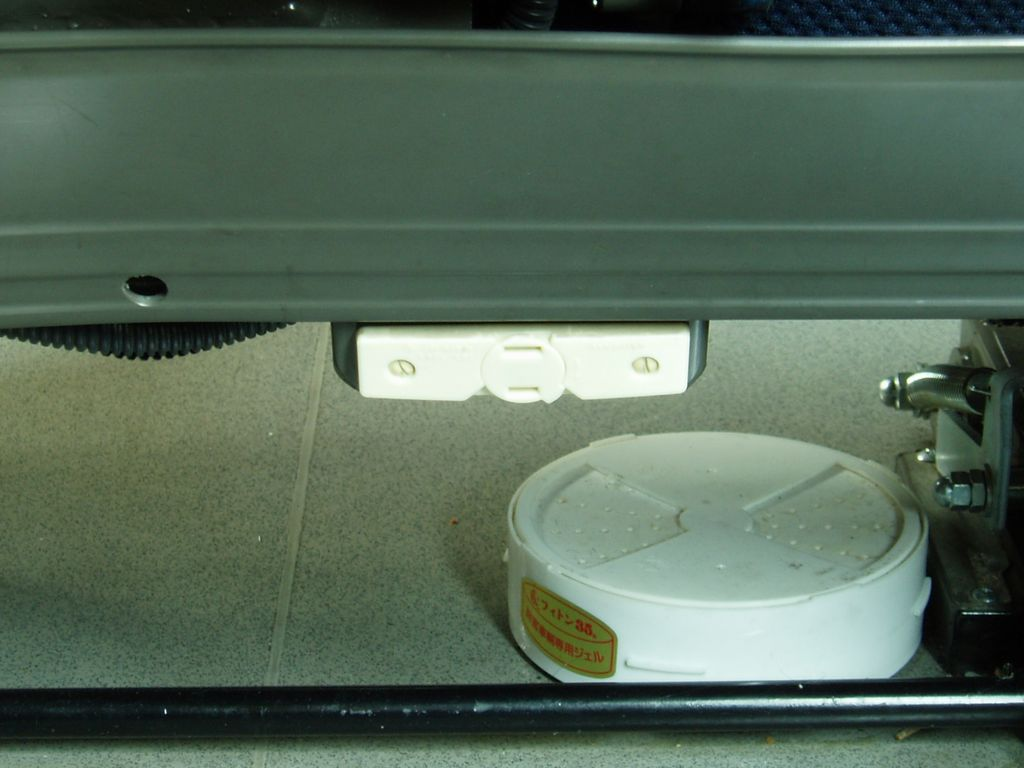
楽座シートの座席下にあるノートパソコン用の電源コンセント
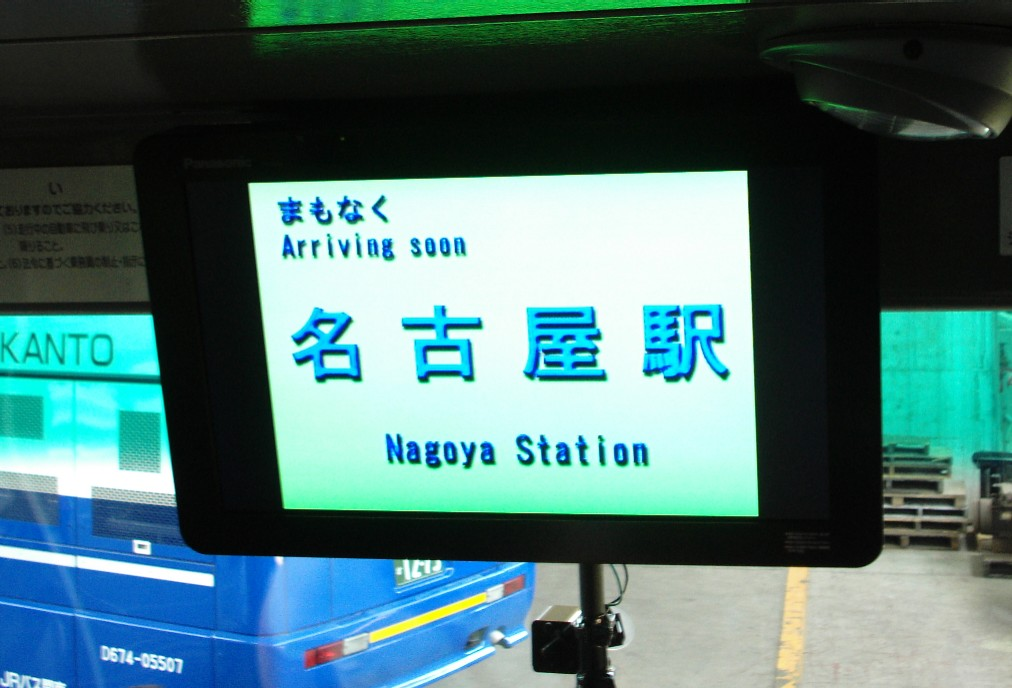
客室最前方にある案内表示用ディスプレイ
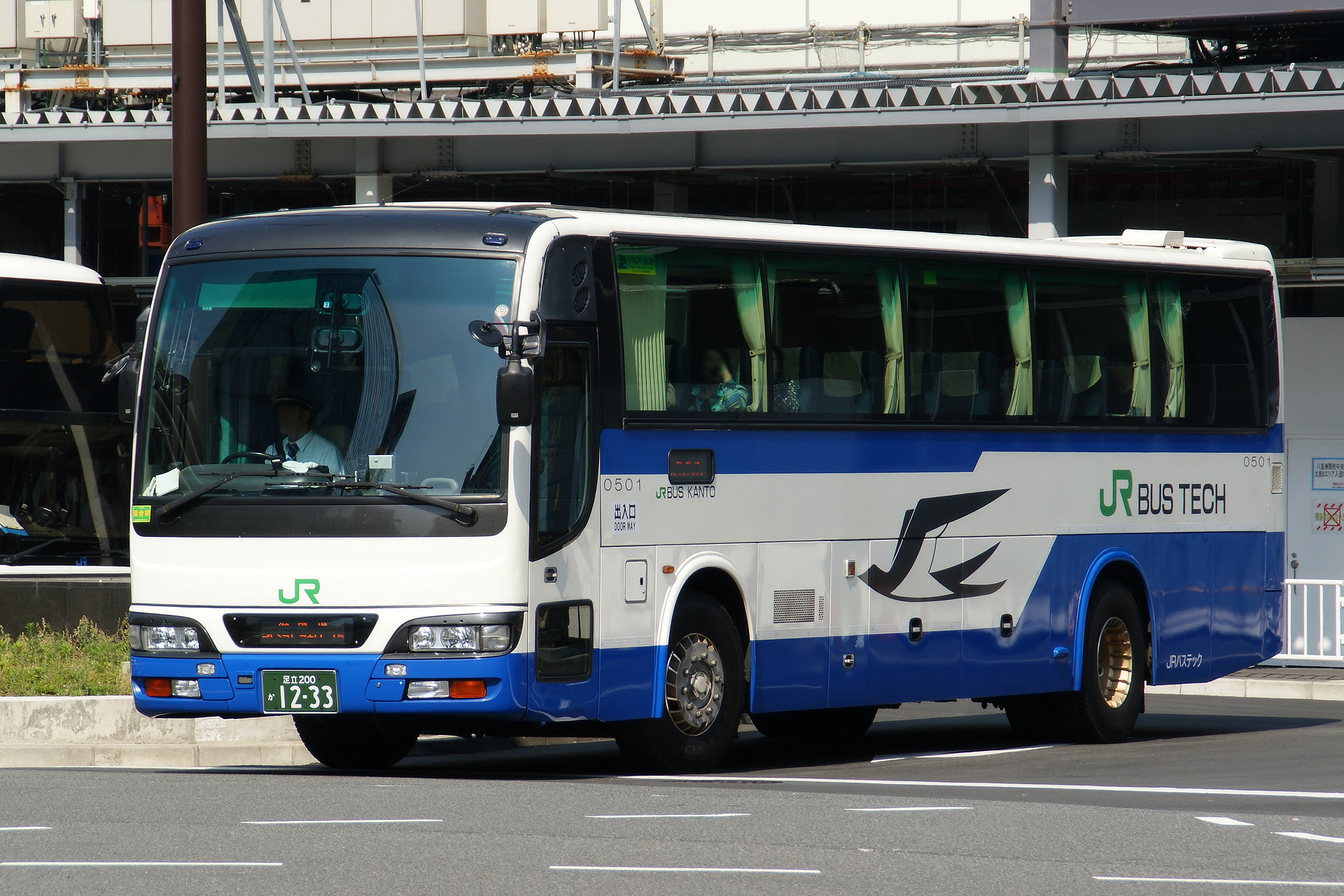
JRバス関東からの移籍車 0501
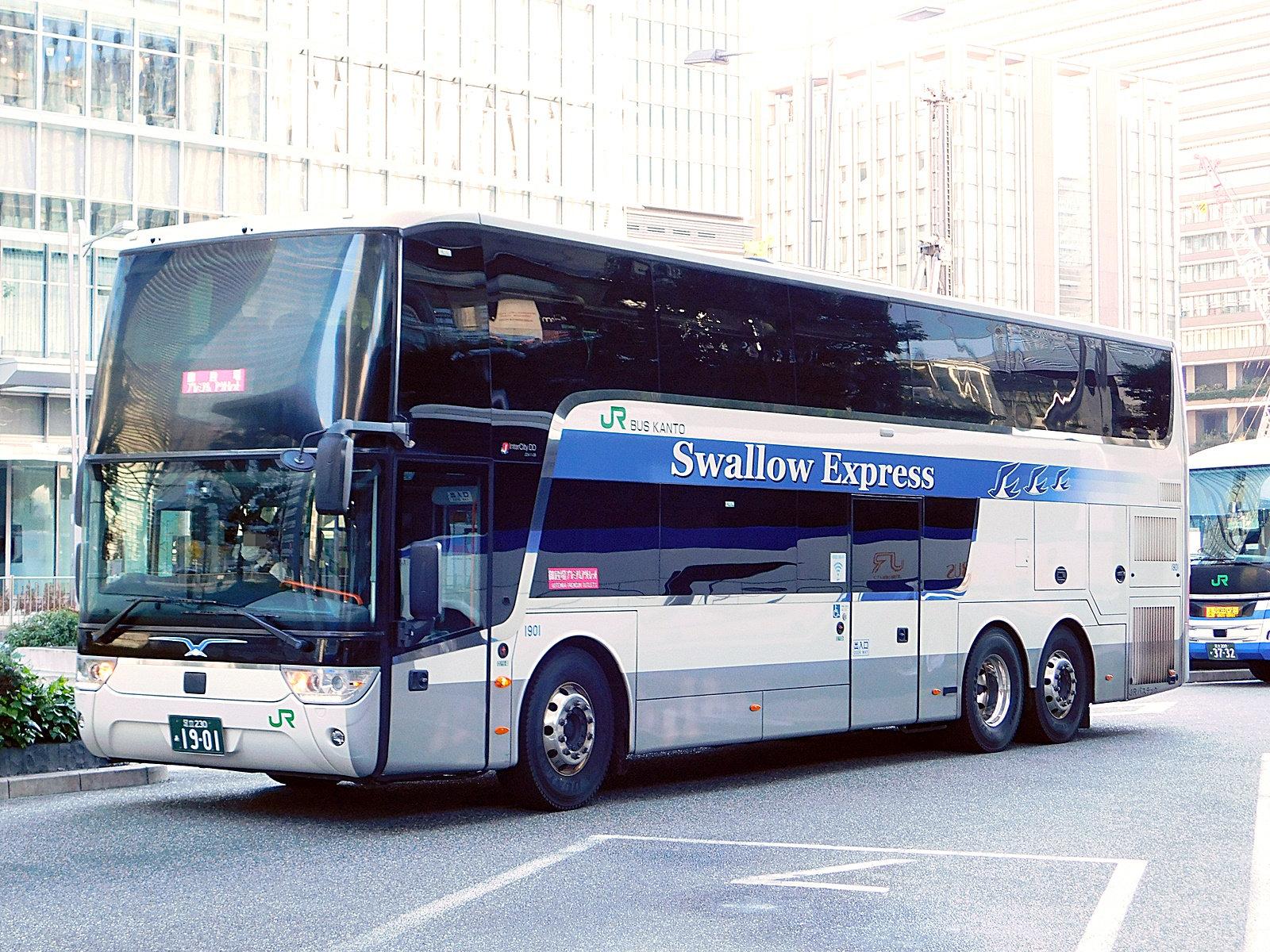
スカニア・J-InterCity DD 1901
JRバス関東カラーで新製されたスカニア・J-InterCityDD 2401号車
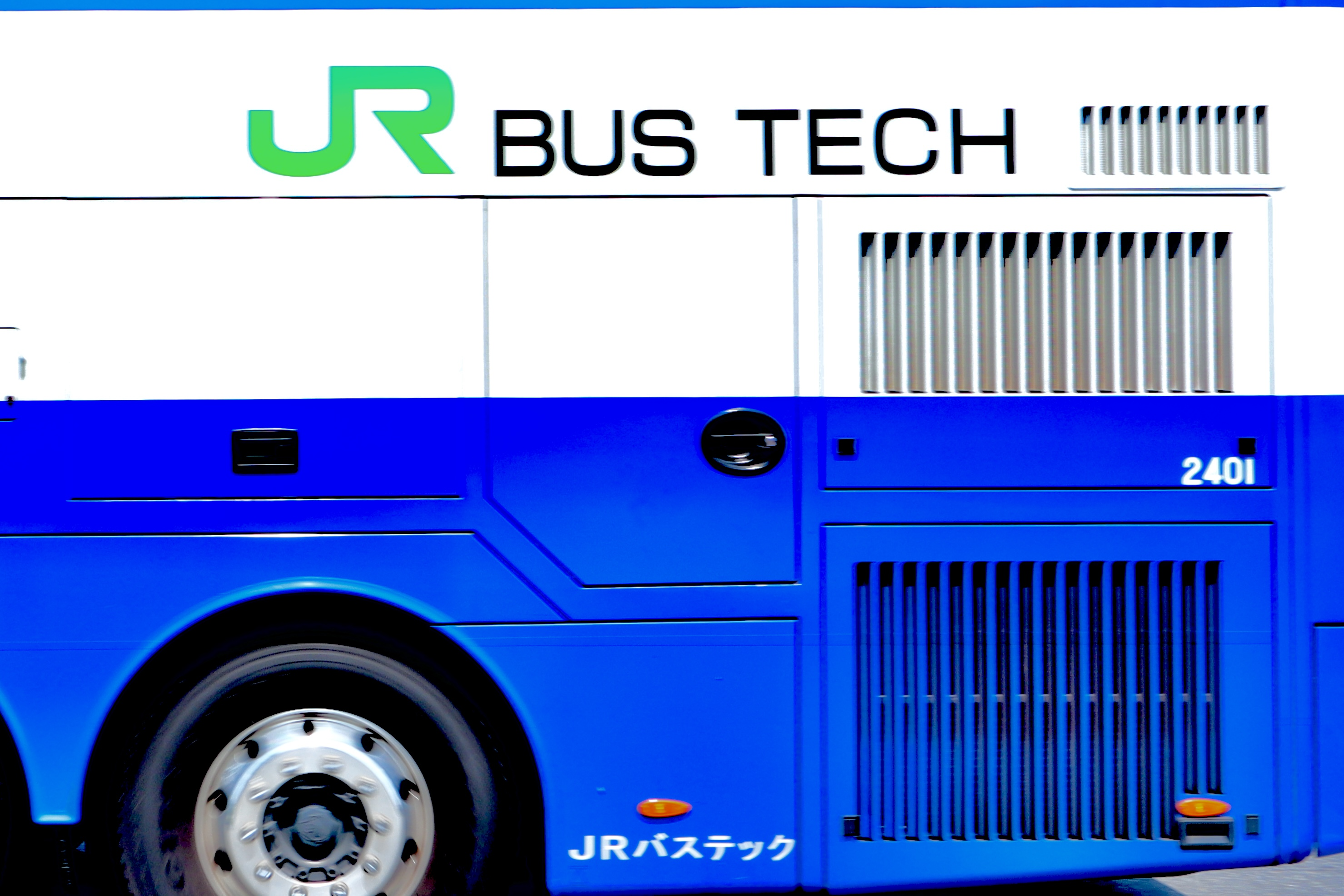
JRバス関東ロゴをベースに作成されたJRバステックロゴマーク

## 注記
1. 1 2  ジェイアールバステック株式会社 第70期決算公告
2. ↑  会社概要
3. ↑  “観光・ショップ”. ジェイアールバステック株式会社 (2020年3月20日). 2025年7月7日閲覧。
4. ↑  “洗車・清掃・布団乾燥”. ジェイアールバステック株式会社 (2020年3月16日). 2025年7月7日閲覧。
5. ↑  “警備・誘導”. ジェイアールバステック株式会社 (2020年3月20日). 2025年7月7日閲覧。
6. ↑  “バス関連その他”. ジェイアールバステック株式会社 (2020年3月20日). 2025年7月7日閲覧。
7. ↑  “ジェイアールバステックのX（2025年4月15日22時15分）”. 2025年7月7日閲覧。
8. 1 2  “ジェイアールバステック株式会社会社案内 沿革” (PDF). p. 3. 2025年7月13日閲覧。
9. ↑  「旅行動向季表（1987年4月〜6月）」『季刊旅行動向』第37号、財団法人日本交通公社、1987年6月30日、32頁、NDLJP:2223284/19。
10. ↑  同社公式サイトの沿革 によると、存続会社は岡山車輛興業株式会社（1963年創業）を前身とするJR西日本岡山メンテックとみられる。
11. 1 2 3 4 5 6  ジェイアールバス関東三十年史 p.80 , pp.198〜199
12. ↑  【運行情報】東京－仙台間の高速バスの増便と運行期間延長について[リンク切れ]（2011年4月1日 JRバス関東 トピックス）
13. ↑  “高速バスを活用した農産物の輸送開始について” (pdf).   地域活性化物流有限責任事業組合 (2018年4月24日). 2018年7月3日閲覧。
14. ↑  鹿島神宮線運行開始！ - JRバステック（2018年7月10日付トピックス）
15. ↑  本社事務所移転について - JRバステック（2020年6月26日付トピックス）
16. ↑  佐野キッチカー定休日について
17. ↑  『バス事業の全面移管について』（HTML）（プレスリリース）2025年6月17日。オリジナルの2025年6月17日時点におけるアーカイブ。2025年6月17日閲覧。
18. ↑  『バスラマインターナショナル135号』（P.39）
19. ↑  バス事業の全面移管について
20. ↑  7月1日（火） ダイヤ改正について（ジェイアールバステック 2014年6月11日、2015年2月8日閲覧）
21. ↑  東京駅・新宿駅～御殿場プレミアムアウトレットのダイヤ改正について（ジェイアールバステック 2014年9月4日、2015年2月8日閲覧）
22. ↑  御殿場アウトレット線のダイヤ改正をします。（ジェイアールバステック 2017年3月6日、2017年4月16日閲覧）
23. ↑  JRバステック GW期間中、新宿〜御殿場アウトレット線で新型スカニア製2階建てバス「Swallow Express」を毎日運行（高速バス･夜行バス･バスツアーの旅行・観光メディア 【バスとりっぷ】）
24. ↑  “高速バス『つくば号』筑波大学～つくばセンター～東京駅線 減便のお知らせ” (PDF).   関東鉄道. 2020年6月21日閲覧。
25. ↑  “高速バス『つくば号』筑波大学～つくばセンター～東京駅線 特別時刻表” (PDF).   関東鉄道. 2020年6月20日閲覧。
26. ↑  高速路線バスに特化した仕様のアストロメガの通称。
27. ↑  Swallow Express 新型スカニア製2階建てバス運行開始！
28. ↑  公式サイトでダウンロードが可能な「スワローエクスプレス」パンフレットによる。 (PDF) [リンク切れ]